# Christian Hursky
Christian Hursky (* 14. Juni 1961 in Wien) ist ein österreichischer Politiker (SPÖ). Er war von 2005 bis 2007 und von 2009 bis Juni 2025 Wiener Gemeinderat und Landtagsabgeordneter und 2007/08 Abgeordneter zum Nationalrat.

## Ausbildung und Beruf
Christian Hursky besuchte zwischen 1967 und 1971 die Volksschule und danach bis 1975 die Hauptschule in Wien. Im Anschluss besuchte Hursky die einjährige Sparkassenschule der Ersten Österreichischen Sparkasse in Wien und erlernte 1977 bis 1980 den Beruf des Großhandelskaufmanns. Danach leistete er seinen Präsenzdienst ab. Infolge bildete er sich beruflich weiter, legte die Konzessionsprüfung für das Transportgewerbe als auch als Gefahrgutbeauftragter ab.
Hursky war nach seiner Lehre Serviceleiter im Graphischen Gewerbe (1980 bis 1986) und danach bis 1989 Lagerbuchhalter in der Industrie. Er war zwischen 1989 und 1997 Disponent im Mineralölhandel und ist seit 1997 Dispoleiter im Mineralölhandel und Transportgewerbe.

## Politik
Christian Hursky war zwischen 1990 und 2005 Bezirksrat in Wien-Favoriten und ab 2005 Mitglied des Wiener Gemeinderates und Abgeordneter zum Wiener Landtag. Nach einem Jahr stieg er zum Agrarsprecher des SPÖ-Klubs auf. 2007 wechselte Hursky vom Wiener Gemeinderat in den Nationalrat, wo er Anton Gaál als Mandatar im Wahlkreis 9D (Wien Süd) nachfolgte. Als seine politischen Schwerpunkte im Nationalrat bezeichnete Hursky die Themen Sicherheit, Integration und Verkehr. Er vertrat die SPÖ in der XXIII. Gesetzgebungsperiode in den Ausschüssen Innere Angelegenheiten, Immunität und Landesverteidigung sowie als Ersatzmitglied in den Ausschüssen Äußeres, Forschung&Technologie, Wirtschaft, Landwirtschaft und Verkehr. Er war außerdem Ersatzmitglied im parlamentarischen Untersuchungsausschuss zur Causa Innenministerium.
Seit 2009 ist Hursky erneut Abgeordneter zum Wiener Landtag und Gemeinderat.
Hier sind seine Schwerpunkte Integration, Personal (Vorsitzender Personalkommission 2015) und Sicherheit.
Thematisch beschäftigt er sich mit Männerarbeit (Unterstützung von Vereinen in der Gewaltprävention), Fluglärm (Mitglied Mediationsforum und Dialogforum Flughafen Wien-Schwechat) und Innere Sicherheit - Polizei (Sicherheitssprecher 2015).
Hursky ist seit 1984 Mitglied des Bezirksparteiausschusses sowie Sektionsvorsitzender (1985–2015) der SPÖ Wien/Favoriten, seit 1988 zudem Mitglied des Bezirksparteivorstandes und ab 2008 stellvertretender Vorsitzender.

## Privates
Christian Hursky wuchs in Wien-Favoriten im städtischen Gemeindebau Quarinhof auf. Er ist verheiratet. Sein politisches Vorbild ist Bruno Kreisky.
Zudem bekleidete Hursky von 2008 bis 2017  das Amt des Präsidenten des Wiener Schachverbandes, seit Juni 2017 ist er Präsident des österreichischen Schachbundes (ÖSB).